# Shelley Hack
Shelley Marie Hack (Greenwich (Connecticut), 6 juli 1947) is een voormalig Amerikaans model en actrice. Ze is voornamelijk bekend van de tv-serie Charlie's Angels waarin ze 1 seizoen als vervangster van Kate Jackson optrad.